# Kiểm duyệt Internet ở Hàn Quốc
Kiểm duyệt Internet ở Hàn Quốc rất phổ biến và có một số yếu tố đặc biệt như chặn các trang web ủng hộ Triều Tiên và ở mức độ thấp hơn là các trang web của Nhật Bản, khiến Initiative OpenNet xếp loại kiểm duyệt Internet vào loại "lan rộng" trong lĩnh vực xung đột/an ninh. Hàn Quốc cũng là một trong số ít quốc gia phát triển mà nội dung khiêu dâm phần lớn là bất hợp pháp, ngoại trừ các trang web truyền thông xã hội là nguồn phổ biến của nội dung khiêu dâm hợp pháp ở quốc gia này. Bất kỳ và tất cả các tài liệu được nhà nước coi là “có hại” hoặc có tính chất lật đổ đều bị kiểm duyệt. Quốc gia này cũng có "luật chống phỉ báng trên mạng", cho phép cảnh sát trấn áp những bình luận bị coi là "có tính thù hận" mà không có bất kỳ báo cáo nào từ nạn nhân, với việc công dân bị kết án vì những hành vi phạm tội như vậy.

## Lịch sử
Từ năm 1995 đến năm 2002, chính phủ Hàn Quốc đã thông qua Đạo luật Kinh doanh Viễn thông (TBA), luật kiểm duyệt internet đầu tiên trên thế giới. Việc thông qua đạo luật đã dẫn đến việc thành lập Ủy ban Đạo đức Truyền thông Internet (ICEC), cơ quan sẽ giám sát Internet và đưa ra khuyến nghị về nội dung cần xóa. ICEC đã truy tố hình sự những người đưa ra tuyên bố trái pháp luật và chặn một số trang web nước ngoài. Trong tám tháng đầu năm 1996, ICEC đã xóa khoảng 220.000 tin nhắn trên các trang web Internet.
Từ năm 2002 đến năm 2008, chính phủ đã thông qua việc sửa đổi luật TBA. Điều này cho phép ICEC tham gia vào hoạt động giám sát internet tinh vi hơn và các cơ quan quan liêu khác để giám sát Internet nhằm phát hiện các bài phát biểu bất hợp pháp hoặc gỡ bỏ các trang web vi phạm pháp luật. Trong thời gian này, có động thái chính trị nhằm tăng cường kiểm duyệt internet rộng rãi, một phần là để ứng phó với các trường hợp tự tử liên quan đến tin đồn trực tuyến. Năm 2007, hơn 200.000 vụ bắt nạt trên mạng đã được báo cáo.
Năm 2008, cuộc bầu cử Tổng thống Lee Myung-bak đã dẫn đến việc tăng cường mạnh mẽ kiểm duyệt phát sóng. Chính phủ Hàn Quốc đã thông qua một đạo luật thành lập một cơ quan mới có tên là Ủy ban Tiêu chuẩn Truyền thông Hàn Quốc (KCSC) để thay thế ICEC, trở thành cơ quan kiểm duyệt và quản lý Internet mới của Hàn Quốc. Thay đổi lớn đầu tiên của chính quyền Lee Myung-bak là yêu cầu các trang web có hơn 100.000 lượt truy cập mỗi ngày phải yêu cầu người dùng đăng ký tên thật và số an sinh xã hội. Thay đổi thứ hai do chính phủ thực hiện là cho phép KCSC tạm dừng hoặc xóa bất kỳ bài đăng hoặc bài viết nào trên web trong vòng 30 ngày ngay sau khi có khiếu nại. Lý do ban hành luật mới là để chống lại nạn bắt nạt trên mạng ở Hàn Quốc. Hàng tuần, một số phần của trang web Hàn Quốc sẽ bị KCSC gỡ xuống. Năm 2013, khoảng 23.000 trang web của Hàn Quốc đã bị xóa và 63.000 trang web khác bị KCSC chặn.
Chính phủ Hàn Quốc duy trì cách tiếp cận rộng rãi đối với việc quản lý nội dung trực tuyến cụ thể và áp dụng mức kiểm duyệt đáng kể đối với các bài phát biểu liên quan đến bầu cử và nhiều trang web mà chính phủ coi là có tính lật đổ hoặc gây hại cho xã hội. Những chính sách như vậy đặc biệt rõ ràng liên quan đến tính ẩn danh trên Internet. OpenNet phân loại kiểm duyệt Internet ở Hàn Quốc là phổ biến trong lĩnh vực xung đột/an ninh, là có chọn lọc trong lĩnh vực xã hội, với ít bằng chứng về việc lọc trong lĩnh vực chính trị và công cụ Internet. Năm 2011, Hàn Quốc được đưa vào danh sách các quốc gia bị giám sát của tổ chức Phóng viên không biên giới. Tên gọi này vẫn tồn tại cho đến năm 2012, được chia sẻ với Nga và Ai Cập trong số các quốc gia khác. Freedom House cũng báo cáo rằng tình trạng quấy rối trực tuyến, đặc biệt là các hình thức bạo lực mới hơn, được truyền đạt qua kỹ thuật số đối với phụ nữ vẫn tiếp diễn.
Năm 2019, chính phủ Hàn Quốc tuyên bố sẽ sử dụng SNI do thám để kiểm duyệt các trang web HTTPS. Điều này đã vấp phải sự phản đối mạnh mẽ, với hơn 230.000 công dân Hàn Quốc ký vào bản kiến nghị phản đối biện pháp này, nhưng sự phản đối đã bị chính phủ bỏ qua. Chính phủ Hàn Quốc bảo vệ quyết định của mình bằng cách tuyên bố rằng Ủy ban Tiêu chuẩn Truyền thông Hàn Quốc là một ủy ban độc lập, một tuyên bố hóa ra là sai, vì hầu hết các thành viên của ủy ban đều do tổng thống nước này bổ nhiệm.

## Luật liên quan
Trong thời kỳ độc tài quân sự của Park Chung-hee và Chun Doo-hwan (1961-1987), các bài phát biểu chống chính phủ thường xuyên bị đàn áp bằng cách viện dẫn Đạo luật An ninh Quốc gia (NSA, 1948) và Luật Báo chí Cơ bản (1980). Mặc dù Luật Báo chí Cơ bản đã bị bãi bỏ vào năm 1987, NSA vẫn có hiệu lực. Chính phủ đã sử dụng các luật "thời kỳ độc tài" khác để chỉ trích những người chỉ trích trong bối cảnh đương thời; ví dụ, một luật chống lại việc lan truyền "tin đồn sai sự thật" đã được sử dụng để buộc tội một người biểu tình tuổi teen trong cuộc biểu tình thịt bò của Hoa Kỳ năm 2008 tại Hàn Quốc.
Theo Luật Kinh doanh Viễn thông, ba cơ quan chính phủ ở Hàn Quốc chịu trách nhiệm giám sát và kiểm duyệt Internet: Ủy ban Quản lý Phát thanh, Hội đồng Đánh giá Phương tiện Truyền thông Hàn Quốc và Ủy ban An toàn Internet Hàn Quốc (KISCOM, 2005). KISCOM kiểm duyệt Internet thông qua lệnh cho các nhà cung cấp dịch vụ Internet chặn quyền truy cập vào "giao tiếp phá hoại", "tài liệu có hại cho trẻ vị thành niên", "phỉ báng trên mạng", "bạo lực tình dục", "theo dõi trên mạng" và "khiêu dâm và khỏa thân". Các cơ quan quản lý đã chặn hoặc xóa 15.000 bài đăng trên Internet vào năm 2008 và hơn 53.000 bài đăng vào năm 2011.
Vào tháng 4 năm 2020, quốc hội đã thông qua dự luật xử lý thủ phạm của tội phạm tình dục kỹ thuật số. Theo dự luật, những người mua, bán hoặc xem hình ảnh phương tiện truyền thông về hoạt động tình dục không được đồng thuận sẽ bị phạt tù tới 3 năm hoặc phạt tiền tới 3 triệu Won (2.600 đô la Mỹ).

## Kiểm duyệt chính trị
Quyền tự do chỉ trích các nhà lãnh đạo chính phủ, chính sách và quân đội bị hạn chế ở mức độ "gây nguy hiểm cho an ninh quốc gia" hoặc bị các nhà kiểm duyệt coi là "phỉ báng trên mạng". Chính phủ đã trích dẫn "các vụ ám sát nhân cách và tự tử do bị lăng mạ quá mức,  việc lan truyền tin đồn sai sự thật và phỉ báng" để biện minh cho việc kiểm duyệt của mình.
Vào tháng 5 năm 2002, KISCOM đã đóng cửa trang web chống nghĩa vụ quân sự non-serviam với lý do trang web này "phủ nhận tính hợp pháp" của quân đội Hàn Quốc. Hải quân Hàn Quốc đã cáo buộc một nhà hoạt động về tội phỉ báng khi ông chỉ trích kế hoạch xây dựng một căn cứ hải quân gây tranh cãi tại quốc gia này.
Chính phủ đã xóa tài khoản Twitter của một người dùng đã nguyền rủa tổng thống, và một thẩm phán đã viết chỉ trích chính sách kiểm duyệt Internet của Tổng thống đã bị sa thải. Năm 2010, Văn phòng Thủ tướng đã cho phép giám sát một thường dân đã chế giễu Tổng thống Lee Myung-bak.
Vào năm 2007, nhiều blogger đã bị kiểm duyệt và các bài đăng của họ bị cảnh sát xóa vì bày tỏ sự chỉ trích hoặc thậm chí là ủng hộ các ứng cử viên tổng thống. Điều này thậm chí còn dẫn đến việc một số blogger bị cảnh sát bắt giữ. Sau đó, vào năm 2008, ngay trước cuộc bầu cử tổng thống mới, luật mới yêu cầu tất cả các trang web cổng thông tin Internet lớn phải xác minh danh tính người dùng đã có hiệu lực. Điều này áp dụng cho tất cả người dùng thêm bất kỳ nội dung nào có thể xem công khai. Ví dụ, để đăng bình luận trên một bài báo, người dùng cần phải đăng ký và xác minh số căn cước công dân. Đối với người nước ngoài không có số này, phải fax và xác minh bản sao hộ chiếu. Mặc dù luật này ban đầu đã vấp phải sự phản đối của công chúng, nhưng tính đến năm 2008, hầu hết các cổng thông tin lớn, bao gồm Daum, Naver, Nate và Yahoo Korea, đều thực thi việc xác minh như vậy trước khi người dùng có thể đăng bất kỳ tài liệu nào có thể xem công khai. YouTube từ chối tuân thủ luật pháp, thay vào đó chọn cách vô hiệu hóa tính năng bình luận trên trang web tiếng Hàn của mình.

### Thảo luận về Triều Tiên
Hàn Quốc đã cấm ít nhất 65 trang web được coi là có thiện cảm với Triều Tiên thông qua việc sử dụng chặn IP. Hầu hết các trang web của Triều Tiên đều được lưu trữ ở nước ngoài, tại Hoa Kỳ, Nhật Bản và Trung Quốc. Những người chỉ trích cho rằng cách thực tế duy nhất để chặn một trang web là từ chối địa chỉ IP của trang đó và vì nhiều trang web của Triều Tiên được lưu trữ trên các máy chủ lớn cùng với hàng trăm trang web khác nên số lượng các trang thực sự bị chặn tăng lên đáng kể. Người ta ước tính rằng có hơn 3.000 trang web khác không thể truy cập được.
Vào tháng 9 năm 2004, Triều Tiên đã ra mắt trang web của Trường Đại học Mở Kim Il-sung. Ba ngày sau, các nhà cung cấp Internet tại Hàn Quốc được Cơ quan Cảnh sát Quốc gia, Cục Tình báo Quốc gia (NIS) và Bộ Thông tin và Truyền thông (MIC) ra lệnh chặn các kết nối đến trang web này, cũng như hơn 30 trang web khác, bao gồm Minjok Tongshin, Choson Sinbo, Chosun Music, North Korea Info Bank, DPRK Stamp và Uriminzokkiri.
Vào tháng 9 năm 2007, nhà hoạt động của Đảng Lao động Dân chủ Kim Kang-pil đã bị kết án một năm tù vì thảo luận về Bắc Triều Tiên trên trang web của đảng.
Năm 2008, năm người Hàn Quốc đã bị bắt vì phát tán tài liệu ủng hộ Triều Tiên trực tuyến.
Vào tháng 8 năm 2010, chính phủ Hàn Quốc đã chặn một tài khoản Twitter do miền Bắc điều hành.
Vào tháng 1 năm 2011, một người đàn ông Hàn Quốc đã bị bắt vì ca ngợi Triều Tiên thông qua các trang mạng xã hội. Cùng năm đó, một người Hàn Quốc khác đã bị bắt vì đăng 300 tin nhắn và 6 video có nội dung ủng hộ Triều Tiên và bị kết án 10 tháng tù.  83 người Hàn Quốc khác đã bị bắt vì phát tán tài liệu ủng hộ Bắc Triều Tiên trên Internet.
Vào tháng 1 năm 2012, một nhà hoạt động vì tự do ngôn luận người Hàn Quốc đã bị bắt vì đăng lại một bài đăng từ một tài khoản Twitter của Triều Tiên.
Các chính sách năm 2011 của Tổng thống Hàn Quốc Lee Myung-bak bao gồm việc trấn áp các bình luận ủng hộ Triều Tiên trên các trang mạng xã hội như Facebook và Twitter. Phóng viên không biên giới lưu ý rằng chính phủ "đã tăng cường" chiến dịch kiểm duyệt tài liệu ủng hộ Triều Tiên vào năm 2012.
Năm 2018, một người đàn ông Hàn Quốc đã bị bắt vì yêu cầu bãi bỏ Luật An ninh Quốc gia và ca ngợi Triều Tiên. Ông đã bị kết án một năm tù.

## Khoả thân và khiêu dâm
Chính phủ Hàn Quốc đã kiểm duyệt các trang web có nội dung đồng tính từ năm 2001 đến năm 2003, thông qua Ủy ban Đạo đức Thông tin và Truyền thông, một cơ quan chính thức của Bộ Thông tin và Truyền thông, theo danh mục "khiêu dâm và đồi trụy"; ví dụ, nó đã đóng cửa trang web ex-zone, một trang web về các vấn đề đồng tính nam và đồng tính nữ, vào năm 2001. Thực hành đó đã bị đảo ngược kể từ đó.
Kể từ năm 2008, mọi nỗ lực truy cập "các trang web Internet khiếm nhã" có các trò chơi chưa được xếp hạng, nội dung khiêu dâm, cờ bạc, v.v., của bất kỳ ai đều tự động được chuyển hướng đến một trang cảnh báo có nội dung "Trang web này bị chính phủ chặn hợp pháp theo quy định của chính phủ".
Các công cụ tìm kiếm được yêu cầu xác minh độ tuổi của một số từ khóa được coi là không phù hợp với trẻ vị thành niên. Đối với những từ khóa như vậy, cần phải xác minh độ tuổi bằng số chứng minh thư nhân dân. Đối với người nước ngoài, phải fax bản sao hộ chiếu để xác minh độ tuổi. Tính đến năm 2008, hầu như tất cả các công ty công cụ tìm kiếm lớn ở Hàn Quốc, bao gồm cả các công ty nước ngoài (ví dụ: Yahoo! Korea), đều tuân thủ luật này. Vào tháng 4 năm 2009, khi Ủy ban Truyền thông ra lệnh xác minh người dùng phải được đưa vào hệ thống tại YouTube, Google Hàn Quốc đã chặn việc tải video từ những người dùng có quốc gia là Hàn Quốc. Vào tháng 9 năm 2012, Google đã bật lại tính năng tải lên YouTube tại Hàn Quốc sau ba năm bị chặn.
Vào ngày 21 tháng 12 năm 2010, Ủy ban Truyền thông Hàn Quốc thông báo rằng họ có kế hoạch tạo ra các hướng dẫn về việc giám sát nội dung Internet trong trường hợp có tình hình chính trị căng thẳng, chẳng hạn như tự động xóa bất kỳ tin nhắn chống chính phủ trực tuyến nào.

## Phê bình
Việc sửa đổi luật bản quyền của Hàn Quốc năm 2009 bằng cách đưa ra chính sách ba lần vi phạm đã gây ra nhiều chỉ trích, bao gồm cả về quyền tự do Internet và kiểm duyệt. Hàng chục ngàn người dùng Internet Hàn Quốc đã bị ngắt kết nối Internet sau không chỉ ba mà là một cuộc tấn công.
Vào ngày 6 tháng 9 năm 2011, Tổ chức Biên giới Điện tử đã chỉ trích Ủy ban Tiêu chuẩn Truyền thông Hàn Quốc vì đề xuất kiểm duyệt và hạn chế blog của một nhà hoạt động tự do ngôn luận trên Internet, Tiến sĩ Gyeong-sin Park. Báo cáo viên đặc biệt của Hội đồng Nhân quyền Liên hợp quốc về Tự do ngôn luận đã cảnh báo chính phủ Hàn Quốc về sự kiểm duyệt của nước này, lưu ý rằng trong số những điều khác, luật phỉ báng của Hàn Quốc thường được sử dụng để trừng phạt những tuyên bố "là đúng sự thật và vì lợi ích công cộng".
Lời lẽ của các quan chức Hàn Quốc về tài liệu bị kiểm duyệt, bao gồm cả việc nó "có tính lật đổ", "bất hợp pháp", "có hại" hoặc liên quan đến "khiêu dâm và khỏa thân", đã được ghi nhận là tương tự như lời lẽ của các đối tác Trung Quốc của họ. Những người chỉ trích cũng nói rằng chính phủ coi lệnh cấm chửi thề là "một cái cớ thuận tiện để làm im lặng những người chỉ trích" và làm giảm bớt tiếng nói.
Các cơ quan truyền thông bảo thủ Hàn Quốc trung thành với chính phủ Lee Myung-bak bị cáo buộc ủng hộ kiểm duyệt Internet nhiều hơn nữa, vì Internet là nguồn thông tin chính cho giới trẻ tiến bộ Hàn Quốc.